# Julfa Rayon
Julfa Rayon (azerbajdzjanska: Culfa rayonu) är en kommun i Azerbajdzjan.   Den ligger i distriktet Nachitjevan, i den sydvästra delen av landet, 400 km väster om huvudstaden Baku. Antalet invånare är 38 554.
Trakten runt Julfa Rayon består i huvudsak av gräsmarker. Runt Julfa Rayon är det ganska glesbefolkat, med 23 invånare per kvadratkilometer.